# Laura Di Falco
Laura Di Falco, pseudonimo di Laura Anna Lucia Carpinteri (Canicattini Bagni, 3 settembre 1910 – Roma, 5 febbraio 2002), è stata una scrittrice italiana.

## Biografia
Laura Anna Lucia Carpinteri è di origini benestanti. Il padre, Francesco Carpinteri, era un ingegnere inserito negli ambienti massoni aretusei. La madre, Clelia Alfieri, apparteneva a una famiglia di proprietari terrieri che possedevano molti vigneti attorno a Canicattini Bagni.
A quattordici anni si trasferisce a Siracusa per frequentare il liceo classico “Tommaso Gargallo”, dove, tra gli altri, è allieva del professor Ettore Campailla. Durante questo periodo alloggia prima presso il collegio delle Suore vincenzine di Maria Immacolata, situato allora in via Minerva alle spalle del Duomo; poi, stanca di quell'ambiente, si sposta dallo zio Antonio Stella.
A diciotto anni va a studiare Filosofia alla Scuola normale superiore di Pisa. Lì è raggiunta dalla sorella Teresa (laureata in Lettere e Archeologia a Catania), con la quale si avvierà all'attività di scrittrice.
In questi anni è allieva di Arnaldo Momigliano e collega di studi di Walter Binni, Claudio Varese e Carlo Cordié.
Dopo un breve soggiorno a Siracusa, per insegnare Lettere e Latino in un liceo scientifico, nel 1935 si trasferisce a Roma, dove continua a insegnare e sposa Felice Di Falco, alto funzionario dell'Istituto nazionale per il commercio estero. Anticlericali e antifascisti, i coniugi Di Falco collaborano al Partito d'Azione assieme a Ugo La Malfa.
Della vita a Roma la scrittrice dirà:
(Laura Di Falco, 1981)

### L'attività letteraria
Nel 1948 Laura Di Falco pubblica i primi racconti su Il Momento. Poco dopo si fa conoscere nel panorama nazionale pubblicando anche su La Nazione di Firenze, all'epoca diretta da Alfio Russo. Dal 1950 al 1966 collabora con il settimanale Il Mondo di Mario Pannunzio, mentre a Roma frequenta il cenacolo culturale del Caffè Aragno e il salotto di Maria Bellonci, dove stringe amicizia con diversi intellettuali (in particolare con la stessa Bellonci, che nel 1976 le suggerirà il titolo del romanzo L'inferriata).
(Laura Di Falco, 1981)
Eugenio Montale definì Laura Di Falco «un talento narrativo più che autorevole».

### L'attività pittorica
Formata alla scuola del maestro pugliese Giovanni Consolazione, dagli anni Cinquanta Laura Di Falco si esprime anche come pittrice (in particolare di nature morte). 
Nel settembre 2006 la Fondazione Dante Alighieri ha organizzato un'esposizione di cinquantaquattro opere.

## Opere
- Paura del giorno, Mondadori, Milano 1954.
- Una donna disponibile, Sciascia, Caltanissetta-Roma 1959. Ristampa: VerbaVolant edizioni, Siracusa 2014.
- Tre carte da gioco, Rizzoli, Milano 1962.
- Le tre mogli, Rizzoli, Milano 1967. Ristampa: VerbaVolant edizioni, Siracusa 2013.
- Miracolo d'estate, Rizzoli, Milano 1971.
- L'inferriata, Rizzoli, Milano 1976. Ristampa: VerbaVolant edizioni, Siracusa 2012.
- Piazza delle quattro vie, Mondadori, Milano 1984.
- La spiaggia di sabbia nera, Camunia, Milano 1991.
- Figli e fiori, Lussografica, Palermo 2000.
- Racconti, Lussografica, Palermo 2001.

## Premi e riconoscimenti
- Una donna disponibile: vincitore del premio Erice Venere d'argento nel 1961[4] e finalista al Premio Strega nel 1959.
- Le tre mogli: vincitore del Premio Nino Savarese[5] e tradotto in Spagna e in America Latina.
- L'inferriata: finalista al Premio Strega con 67 voti, vincitore del premio Sybaris Magna Grecia[senza fonte] e tradotto in ceco.[6]

### La riscoperta
Dal 2012 la casa editrice siracusana VerbaVolant edizioni ha dato inizio a un'operazione di ristampa dei libri di Laura Di Falco. Il progetto ha per scopo la riscoperta della scrittrice. Le copertine della collana sono disegnate da Alessandro Di Sorbo.